# Mats Wenzel
Pour les articles homonymes, voir Wenzel.
Mats Wenzel, né le 19 décembre 2002, est un coureur cycliste luxembourgeois. 

## Biographie
Issu d'une famille de sportifs, Mats Wenzel est le fils d'un ancien athlète de demi-fond. Il commence à s'intéresser au vélo durant son enfance en suivant les performances des frères Andy et Fränk Schleck. D'abord concentré sur le VTT, il prend sa première licence dans un club de Schifflange, avec lequel il participe à ses premières courses cyclistes. Il porte ensuite les couleurs du VV Tooltime Préizerdaul, puis de la Cycling Team Atertdaul. Sa sœur cadette Liv pratique elle aussi ce sport en compétition. 
En 2019, il représente son pays aux championnats d'Europe et aux championnats du monde juniors. L'année suivante, il est sacré triple champion du Luxembourg junior, dans la course sur route, le cyclo-cross et le VTT. Il finit par ailleurs dixième du Grand Prix Rüebliland. Ses résultats lui permettent de rejoindre l'équipe continentale Leopard en 2021. Il connait cependant des débuts difficiles en raison d'une déchirure du ligament croisé antérieur. 
Lors de la saison 2022, il termine deuxième du contre-la-montre et troisième de la course en ligne aux championnats du Luxembourg espoirs. Il participe aussi au Tour de l'Avenir, où il se classe huitième d'une étape de montagne et dix-neuvième du classement général, après avoir porté le maillot à pois. En 2023, il réalise des performances semblables avec de nouveaux podiums aux championnats nationaux et une dix-huitième place au classement final du Tour de l'Avenir. Il remporte également le classement de la montagne du Tour de Luxembourg, grâce à plusieurs échappées. 
En 2024, Wenzel intègre la réserve de la formation Lidl-Trek, qui est à la recherche de jeunes talents luxembourgeois. Au mois de février, il joue de malchance en chutant lourdement sur le Tour des Alpes-Maritimes. Victime d'une fracture de la hanche, il est écarté des compétitions durant plusieurs semaines. Il fait néanmoins son retour au printemps, et réalise un enchaînement prolifique dans les courses par étapes. Bon grimpeur, il termine huitième de la Flèche du Sud et du Tour d'Italie espoirs, ou encore treizième de l'Orlen Nations Grand Prix. Il devient par ailleurs double champion du Luxembourg espoirs, dans la course en ligne et le contre-la-montre. Par la suite, il termine neuvième du Tour de l'Avenir et quatrième du championnat d'Europe sur route espoirs.
Pour la saison 2025, il obtient un contrat professionnel avec l'UCI ProTeam espagnole Kern Pharma.

## Palmarès sur route

### Par année
- 2019
  - 3e du championnat du Luxembourg sur route juniors
- 2020
  -  Champion du Luxembourg sur route juniors
- 2022
  - 2e du championnat du Luxembourg du contre-la-montre espoirs
  - 3e du championnat du Luxembourg sur route espoirs
- 2023
  - 2e du championnat du Luxembourg du contre-la-montre espoirs
  - 3e du championnat du Luxembourg sur route
  - 3e du championnat du Luxembourg sur route espoirs
- 2024
  -  Champion du Luxembourg sur route espoirs
  -  Champion du Luxembourg du contre-la-montre espoirs
  - 2e du championnat du Luxembourg sur route
  - 4e du championnat d'Europe sur route espoirs
- 2025
  -  Médaillé d'or sur route des Jeux des petits États d'Europe
  -  Médaillé de bronze du contre-la-montre des Jeux des petits États d'Europe
  - 3e de la Flèche ardennaise

### Classements mondiaux
| Année                                 | 2021  | 2022 | 2023 | 2024 |
| ------------------------------------- | ----- | ---- | ---- | ---- |
| Classement mondial                    | 1422e | 729e | 708e | 332e |
| UCI Europe Tour                       | 1012e | 556e | 513e | nc   |
|                                       |       |      |      |      |
| Légende : nc = non classéSource : UCI |       |      |      |      |

## Palmarès en cyclo-cross
- 2018-2019
  - 3e du championnat du Luxembourg de cyclo-cross juniors
- 2019-2020
  -  Champion du Luxembourg de cyclo-cross juniors
- 2021-2022
  - 3e du championnat du Luxembourg de cyclo-cross espoirs
- 2022-2023
  -  Champion du Luxembourg de cyclo-cross espoirs
- 2023-2024
  -  Champion du Luxembourg de cyclo-cross espoirs

## Palmarès en VTT
- 2019
  - 3e du championnat du Luxembourg de cross-country juniors
- 2020
  -  Champion du Luxembourg de cross-country juniors
- 2021
  -  Champion du Luxembourg de cross-country espoirs
  - 2e du championnat du Luxembourg de cross-country marathon